# Grand Prix de Macao de Formule 3 1989
Le Grand Prix de Macao de Formule 3 1989 est la 36e édition de l'épreuve macanaise réservée aux monoplaces de Formule 3. Elle s'est déroulée du 23 au 26 novembre 1989 sur le tracé urbain de Guia.

## Participants
| No | Pilotes                | Voiture                | Écurie                        |
| -- | ---------------------- | ---------------------- | ----------------------------- |
| 1  | Gianni Morbidelli      | Dallara Alfa Romeo     | Forti Corse                   |
| 38 | Domenico Schiattarella | Dallara Honda-Mugen NB | Forti Corse                   |
| 2  | David Brabham          | Ralt Volkswagen        | Bowman Racing                 |
| 23 | Gary Brabham           | Ralt Volkswagen        | Bowman Racing                 |
| 26 | Derek Higgins          | Ralt Volkswagen        | Bowman Racing                 |
| 27 | Steve Robertson        | Ralt Volkswagen        | Bowman Racing                 |
| 3  | Akihiko Nakaya         | Ralt Honda-Mugen NB    | Le Garage Cox                 |
| 40 | Naoki Hattori          | Ralt Honda-Mugen NB    | Le Garage Cox                 |
| 5  | Allan McNish           | Ralt Honda-Mugen NB    | West Surrey Racing/Theodore   |
| 6  | Eddie Irvine           | Ralt Honda-Mugen NB    | West Surrey Racing/Theodore   |
| 7  | Mika Häkkinen          | Reynard Toyota         | Dragon Motorsport             |
| 8  | Alessandro Zanardi     | Ralt Toyota            | Intersport Racing             |
| 9  | Bertrand Gachot        | Ralt Toyota            | Intersport Racing             |
| 10 | Paul Stewart           | Reynard Honda-Mugen NB | Camel Stewart Team            |
| 11 | Otto Rensing           | Reynard Honda-Mugen NB | Camel Stewart Team            |
| 12 | Heinz-Harald Frentzen  | Reynard Volkswagen     | Team Schübel                  |
| 15 | Julian Bailey          | Reynard Volkswagen     | Team Schübel                  |
| 16 | Rickard Rydell         | Reynard Volkswagen     | Eddie Jordan Racing           |
| 17 | Masahiko Kageyama      | Ralt Honda-Mugen NB    | Leyton House Racing Team      |
| 18 | Jean-Marc Gounon       | Reynard Alfa Romeo     | Équipe Oreca                  |
| 19 | Éric Hélary            | Reynard Alfa Romeo     | Équipe Oreca                  |
| 20 | Laurent Daumet         | Reynard Volkswagen     | KTR Racing                    |
| 21 | Christophe Bouchut     | Reynard Volkswagen     | KTR Racing                    |
| 22 | Eiki Muramatsu         | Ralt Honda-Mugen NB    | Footwork Formula              |
| 28 | Antonio Tamburini      | Reynard Alfa Romeo     | Prema Racing                  |
| 29 | Antonio Simoes         | Ralt Alfa Romeo        | Dawson Auto Developments/Galp |
| 30 | Karl Wendlinger        | Ralt Alfa Romeo        | Team Marko RSM                |
| 31 | Michael Bartels        | Reynard Volkswagen     | Bongers Motorsport            |
| 32 | Michael Schumacher     | Reynard Volkswagen     | WTS                           |
| 33 | Kouji Sato             | Ralt Honda-Mugen NB    | Super Hakka Racing Works      |
| 35 | Jan Nilsson            | Reynard Toyota         | G-Son Racing                  |
| 36 | Jacques Isler          | Dallara Alfa Romeo     | Squadra Foitek                |

## 1recourse
Qualification
| Ligne | Positions sur la grille de départ           | Positions sur la grille de départ          | Positions sur la grille de départ |
| ----- | ------------------------------------------- | ------------------------------------------ | --------------------------------- |
| 1re   | 1. Rickard Rydell (2 min 22 s 490)          | 2. Otto Rensing (2 min 22 s 870)           |                                   |
| 2e    | 3. Allan McNish (2 min 23 s 430)            | 4. Eddie Irvine (2 min 23 s 870)           |                                   |
| 3e    | 5. Karl Wendlinger (2 min 23 s 960)         | 6. David Brabham (2 min 24 s 340)          |                                   |
| 4e    | 7. Bertrand Gachot (2 min 24 s 410)         | 8. Julian Bailey (2 min 24 s 430)          |                                   |
| 5e    | 9. Kouji Sato (2 min 24 s 430)              | 10. Mika Häkkinen (2 min 24 s 460)         |                                   |
| 6e    | 11. Antonio Tamburini (2 min 24 s 760)      | 12. Michael Bartels (2 min 25 s 020)       |                                   |
| 7e    | 13. Antonio Simoes (2 min 25 s 030)         | 14. Gary Brabham (2 min 25 s 210)          |                                   |
| 8e    | 15. Paul Stewart (2 min 25 s 370)           | 16. Christophe Bouchut (2 min 29 s 910)    |                                   |
| 9e    | 17. Akihiko Nakaya (2 min 26 s 170)         | 18. Michael Schumacher (2 min 26 s 260)    |                                   |
| 10e   | 19. Jacques Isler (2 min 26 s 370)          | 20. Laurent Daumet (2 min 26 s 390)        |                                   |
| 11e   | 21. Steve Robertson (2 min 26 s 640)        | 22. Alessandro Zanardi (2 min 26 s 770)    |                                   |
| 12e   | 23. Jean-Marc Gounon (2 min 26 s 980)       | 24. Eiki Muramatsu (2 min 27 s 150)        |                                   |
| 13e   | 25. Domenico Schiattarella (2 min 27 s 260) | 26. Jan Nilsson (2 min 28 s 960)           |                                   |
| 14e   | 27. Masahiko Kageyama (2 min 29 s 430)      | 28. Heinz-Harald Frentzen (2 min 29 s 510) |                                   |
| 15e   | 29. Naoki Hattori (2 min 30 s 860)          | 30. Derek Higgins (10 min 47 s 360)        |                                   |

Résultat
- Meilleur tour : Karl Wendlinger en 2 min 24 s 880 (149,371 km/h).

| Pos. | no | Pilote                 | Voiture             | Tours | Temps/Abd.       |
| ---- | -- | ---------------------- | ------------------- | ----- | ---------------- |
| 1    | 32 | Michael Schumacher     | Reynard Volkswagen  | 12    | 29 min 28 s 540  |
| 2    | 2  | David Brabham          | Ralt Volkswagen     | 12    | + 2 s 780        |
| 3    | 15 | Julian Bailey          | Reynard Volkswagen  | 12    | + 11 s 160       |
| 4    | 21 | Christophe Bouchut     | Reynard Volkswagen  | 12    | + 16 s 530       |
| 5    | 30 | Karl Wendlinger        | Ralt Alfa Romeo     | 12    | + 29 s 520       |
| 6    | 11 | Otto Rensing           | Reynard Honda-Mugen | 12    | + 30 s 460       |
| 7    | 31 | Michael Bartels        | Reynard Volkswagen  | 12    | + 36 s 060       |
| 8    | 18 | Jean-Marc Gounon       | Reynard Alfa Romeo  | 12    | + 38 s 500       |
| 9    | 3  | Akihiko Nakaya         | Ralt Honda-Mugen    | 12    | + 39 s 630       |
| 10   | 1  | Gianni Morbidelli      | Dallara Alfa Romeo  | 12    | + 40 s 880       |
| 11   | 38 | Domenico Schiattarella | Dallara Honda-Mugen | 12    | + 57 s 860       |
| 12   | 36 | Jacques Isler          | Dallara Alfa Romeo  | 12    | + 1 min 6 s 810  |
| 13   | 23 | Gary Brabham           | Ralt Volkswagen     | 12    | + 1 min 36 s 220 |
| 14   | 7  | Mika Häkkinen          | Reynard Toyota      | 12    | + 1 min 38 s 780 |
| 15   | 40 | Naoki Hattori          | Ralt Honda-Mugen    | 12    | + 1 min 50 s 210 |
| 16   | 19 | Éric Hélary            | Reynard Alfa Romeo  | 12    | + 2 min 2 s 950  |
| 17   | 26 | Derek Higgins          | Ralt Volkswagen     | 12    | + 2 min 18 s 860 |
| 18   | 33 | Kouji Sato             | Ralt Honda-Mugen    | 11    | + 1 tour         |
| 19   | 27 | Steve Robertson        | Ralt Volkswagen     | 9     | + 3 tours        |
| 20   | 28 | Antonio Tamburini      | Reynard Alfa Romeo  | 9     | + 3 tours        |

## 2ecourse
Qualification
- 31e après la séance de qualification, Naoki Hattori est admis pour la course, après avoir profité de la non-participation de Jan Nilsson, qualifié initialement en 30e position[réf. nécessaire].
- Ayant signé le 32e et dernier temps des qualifications et la grille de départ limitée à 30 voitures maximum, Masahiko Kageyama est donc non qualifié et ne peut prendre part à la course[réf. nécessaire].

| Ligne | Positions sur la grille de départ           | Positions sur la grille de départ      | Positions sur la grille de départ |
| ----- | ------------------------------------------- | -------------------------------------- | --------------------------------- |
| 1re   | 1. Otto Rensing (2 min 22 s 380)            | 2. Rickard Rydell (2 min 22 s 410)     |                                   |
| 2e    | 3. Paul Stewart (2 min 23 s 210)            | 4. Allan McNish (2 min 23 s 210)       |                                   |
| 3e    | 5. Heinz-Harald Frentzen (2 min 23 s 560)   | 6. Michael Schumacher (2 min 23 s 700) |                                   |
| 4e    | 7. Eddie Irvine (2 min 23 s 760)            | 8. David Brabham (2 min 23 s 890)      |                                   |
| 5e    | 9. Alessandro Zanardi (2 min 24 s 120)      | 10. Julian Bailey (2 min 24 s 140)     |                                   |
| 6e    | 11. Christophe Bouchut (2 min 24 s 220)     | 12. Kouji Sato (2 min 24 s 260)        |                                   |
| 7e    | 13. Bertrand Gachot (2 min 24 s 270)        | 14. Antonio Tamburini (2 min 24 s 620) |                                   |
| 8e    | 15. Gary Brabham (2 min 24 s 760)           | 16. Karl Wendlinger (2 min 24 s 810)   |                                   |
| 9e    | 17. Michael Bartels (2 min 25 s 030)        | 18. Akihiko Nakaya (2 min 25 s 070)    |                                   |
| 10e   | 19. Steve Robertson (2 min 25 s 170)        | 20. Jean-Marc Gounon (2 min 25 s 260)  |                                   |
| 11e   | 21. Eiki Muramatsu (2 min 25 s 740)         | 22. Antonio Simoes (2 min 25 s 950)    |                                   |
| 12e   | 23. Derek Higgins (2 min 26 s 350)          | 24. Éric Hélary (2 min 26 s 920)       |                                   |
| 13e   | 25. Domenico Schiattarella (2 min 27 s 160) | 26. Mika Häkkinen (2 min 27 s 280)     |                                   |
| 14e   | 27. Gianni Morbidelli (2 min 27 s 620)      | 28. Jan Nilsson (2 min 27 s 750)       |                                   |
| 15e   | 29. Naoki Hattori (2 min 27 s 770)          | 30. Jacques Isler (2 min 27 s 930)     |                                   |
| 16e   | 31. Masahiko Kageyama (2 min 28 s 010)      | 32. Laurent Daumet (9 min 19 s 620)    |                                   |

Résultat
Le meilleur tour est effectué par David Brabham en 2 min 24 s 620 au 7e tour (152,220 km/h).
| Pos. | no | Pilote                 | Voiture             | Tours | Temps/Abd.      |
| ---- | -- | ---------------------- | ------------------- | ----- | --------------- |
| 1    | 2  | David Brabham          | Ralt Volkswagen     | 14    | 34 min 12 s 620 |
| 2    | 15 | Julian Bailey          | Reynard Volkswagen  | 14    | + 3 s 750       |
| 3    | 21 | Christophe Bouchut     | Reynard Volkswagen  | 14    | + 6 s 480       |
| 4    | 38 | Domenico Schiattarella | Dallara Honda-Mugen | 14    | + 7 s 520       |
| 5    | 3  | Akihiko Nakaya         | Ralt Honda-Mugen    | 14    | + 8 s 810       |
| 6    | 23 | Gary Brabham           | Ralt Volkswagen     | 14    | + 14 s 290      |
| 7    | 8  | Alessandro Zanardi     | Ralt Toyota         | 14    | + 21 s 860      |
| 8    | 26 | Derek Higgins          | Ralt Volkswagen     | 14    | + 23 s 310      |
| 9    | 28 | Antonio Tamburini      | Reynard Alfa Romeo  | 14    | + 23 s 310      |
| 10   | 10 | Paul Stewart           | Reynard Honda-Mugen | 14    | + 24 s 400      |
| 11   | 40 | Naoki Hattori          | Ralt Honda-Mugen    | 14    | + 34 s 390      |
| 12   | 22 | Eiki Muramatsu         | Ralt Honda-Mugen    | 14    | + 35 s 330      |
| 13   | 36 | Jacques Isler          | Dallara Alfa Romeo  | 14    | + 1 min 1 s 240 |

## Résultat final
| Pos. | no | Pilote                 | Voiture             | Tours | Temps/Abd.         |
| ---- | -- | ---------------------- | ------------------- | ----- | ------------------ |
| 1    | 2  | David Brabham          | Ralt Volkswagen     | 26    | 1 h 3 min 43 s 950 |
| 2    | 15 | Julian Bailey          | Reynard Volkswagen  | 26    | + 12 s 120         |
| 3    | 21 | Christophe Bouchut     | Reynard Volkswagen  | 26    | + 20 s 210         |
| 4    | 3  | Akihiko Nakaya         | Ralt Honda-Mugen    | 26    | + 45 s 650         |
| 5    | 38 | Domenico Schiattarella | Dallara Honda-Mugen | 26    | + 1 min 2 s 550    |
| 6    | 23 | Gary Brabham           | Ralt Volkswagen     | 26    | + 1 min 47 s 710   |
| 7    | 36 | Jacques Isler          | Dallara Alfa Romeo  | 26    | + 2 min 4 s 840    |
| 8    | 40 | Naoki Hattori          | Ralt Honda-Mugen    | 26    | + 2 min 21 s 810   |
| 9    | 26 | Derek Higgins          | Ralt Volkswagen     | 26    | + 2 min 39 s 380   |
| 10   | 28 | Antonio Tamburini      | Reynard Alfa Romeo  | 23    | + 3 tours          |